# Ponera indica
Ponera indica is een mierensoort uit de onderfamilie van de Ponerinae. De wetenschappelijke naam van de soort is voor het eerst geldig gepubliceerd in 2012 door Bharti & Wachkoo.